# Luna e o doamnă crudă
Luna e o doamnă crudă - The Moon Is a Harsh Mistress este un roman science-fiction din 1966 al scriitorului american Robert A. Heinlein, despre revolta unei colonii lunare împotriva stăpânirii de pe Pământ. Romanul exprimă și discută idealurile libertariene. Este respectat pentru prezentarea credibilă a unei societăți umane viitoare, imaginate în mod cuprinzător, atât pe Pământ, cât și pe Lună.
Serializat inițial în Worlds of If (decembrie 1965, ianuarie, februarie, martie, aprilie 1966), cartea a fost nominalizată la Premiul Nebula în 1966. A primit premiul Hugo pentru cel mai bun roman science-fiction în 1967.

## Intrigă
În momentul poveștii, 2075, Luna este folosită ca o colonie penală de către guvernul Pământului, cu oameni care locuiesc în orașele subterane. Majoritatea locuitorilor (numiți „lunari”) sunt criminali, exilați politici sau urmașii acestora. Populația totală este de aproximativ trei milioane, bărbații depășind femeile cu un raport de doi la unu, astfel încât poliandria este o normă socială. Deși Autoritatea Pământului asupra coloniilor lunare deține puterea, practic există o mică intervenție asupra celor din societatea lunară liberă. Datorită gravitației scăzute de la suprafața Lunii, lunarii care rămân mai mult de câteva luni suferă „schimbări fiziologice ireversibile și nu mai pot trăi niciodată în confort și sănătos într-un câmp gravitațional de șase ori mai mare decât cel la care corpurile lor s-au ajustat" (nu mai pot trăi normal pe Pământ). 
HOLMES IV ("High-Optional, Logical, Multi-Evaluating Supervisor, Mark IV" - "Supraveghetor opțional, logic, multi-evaluator, Mark IV") este computerul principal al autorității lunare, având controlul total asupra tuturor utilajelor lunare, cu motivul că un singur computer este mai ieftin decât mai multe sisteme independente  (chiar dacă nu este la fel de sigur).
Povestea este redată de Manuel Garcia „Mannie” O'Kelly-Davis, un tehnician al calculatorului care descoperă că HOLMES IV a atins conștiința de sine și a dezvoltat un simț al umorului. Mannie îl numește „Mike” după Mycroft Holmes, fratele lui Sherlock Holmes, și cei doi devin prieteni.

### Cartea 1: That Dinkum Thinkum - Mike, un spiriduș electronic
La începutul poveștii, Mannie, la cererea lui Mike, participă la o întâlnire împotriva Autorității cu un aparat de înregistrare ascuns. Când autoritățile au atacat pe cei din această adunare, Mannie fuge cu Wyoming („Wyoh”) Knott, un agitator politic, pe care îl prezintă lui Mike; apoi se întâlnesc cu fostul profesor al lui Mannie, bătrânul Bernardo de la Paz, care susține că Luna trebuie să oprească exportul grâului hidroponic pe Pământ sau resursele ale limitate de apă vor fi epuizate. În legătură cu aceasta, Mike calculează că, dacă nu există nicio prevenție, vor apărea revolte alimentare în șapte ani și canibalism în nouă ani. Wyoh și profesorul decid să înceapă o revoluție, la care Mannie este convins să se alăture, după ce Mike calculează că are șansa de succes 1/7. 
Ulterior, Mannie, Wyoh și de la Paz formează celule ascunse, protejate de Mike, care adoptă numele lui "Adam Selene", liderul mișcării, și comunică prin sistemul de telefonie. Mannie salvează viața lui Stuart Rene LaJoie, un turist bogat, cu legături sus puse, simpatic, care începe să transforme opinia publică de pe Pământ în favoarea independenței lunare. Înainte de sosirea timpului planificat pentru revoltă, soldații aduși să potolească tulburările din ce în ce mai grave o ucid pe o tânără locală, apoi ucid persoana care-i găsește trupul și revoltele izbucnesc mai devreme. Lunarii trec de opoziția militară și răstoarnă Autoritatea Pământului. Când Pământul încearcă să-și recupereze colonia, revoluționarii intenționează să folosească în apărare un duplicat mai mic al catapultei electromagnetice folosite la exportul grâului. 

### Cartea 2: A Rabble in Arms- O gloată înarmată
Autoritatea de pe Lună a dispărut, dar Autoritatea Lunară de pe Pământ și Națiunile Federative din spatele ei erau încă puternice și active. De aceea, Mike a preluat controlul comunicațiilor către Pământ, pentru a le oferi revoluționarilor timp să își organizeze munca. Între timp, profesorul înființează un „Congres Ad-Hoc” pentru a distrage dizidenții. Când Pământul află în sfârșit adevărul, Luna își declară independența la 4 iulie 2076, cea de-a 300-a aniversare a Declarației de Independență a Statelor Unite. 
Mannie și profesorul merg pe Pământ pentru a pleda în favoarea independenței lunare, unde sunt primiți în Agra de către Națiunile Federative și pornesc într-un turneu mondial care anunță beneficiile unei Lune libere, în timp ce cer diverselor guverne să construiască o catapultă pentru a transfera livrări, în special apă, către Luna în schimbul cerealelor. Propunerile lor sunt respinse și sunt închiși, dar sunt eliberate de Stuart LaJoie și revin, împreună cu el, pe Lună. 
Opinia publică de pe Pământ s-a fragmentat, în timp ce pe Lună, știrile despre arestarea lui Mannie și încercarea de a-l mitui cu numirea lui însuși ca Protector al Lunii au unit grupurile fragmentate de lunari. Se organizează alegeri în care sunt aleși Mannie, Wyoh și Profesorul (eventual prin intervenția lui Mike). 

### Cartea 3: TANSTAAFL!
(Titlul este un acronim pentru „There Ain't No Such Thing As A Free Lunch -  Nu există așa ceva ca un prânz gratuit! ”, O expresie comună pe Lună.)
Națiunile Federative de pe Pământ trimit armate pentru a distruge revoluția lunară, dar acestea sunt gonite, cu mari pierderi umane, de către revoluționari. A apărut zvonul potrivit căruia alter ego-ul lui Mike, Adam Selene, a fost și el ucis, eliminând astfel nevoia ca el să apară fizic în public. 
Când Mike a lansat stânci asupra unor locuri puțin populate de pe Pământ, sunt lansate avertismente către presă care detaliază perioada și locurile bombardamentelor, dar oamenii neîncrezători, precum și cei aflați în pelerinaje religioase, călătoresc către acele locuri și mor. Ca rezultat, opinia publică se îndreaptă împotriva noii națiuni care se află în plină formare. 
Un al doilea atac distruge catapulta originală a lui Mike, dar lunarii au construit una secundară, mai mică într-o locație secretă, iar Mannie are funcția de comandant la fața locului, lunarii continuă să atace Pământul până când acesta va acorda independența Lunei. Profesorul Bernardo de la Paz, în calitate de lider al națiunii, proclamă victoria mulțimilor adunate, dar se prăbușește și moare. Mannie preia controlul, dar Wyoh și el, în cele din urmă, se retrag complet din politică și constată că noul guvern nu reușește să se ridice la înălțimea așteptărilor. 
Când Mannie încearcă să vorbească cu Mike după aceea, află că computerul și-a pierdut conștiința de sine și calitățile sale umane.

## Personaje
- Manuel "Mannie" Garcia O'Kelly-Davis este un locuitor nativ, ușor cinic al Lunei, care după ce și-a pierdut brațul stâng inferior într-un accident de foraj cu laser, a devenit tehnician de calculator.
- Wyoming "Wyoh" Knott-Davis este un agitator politic din colonia Hong Kong de pe Lună. A urât Autoritatea Lunară din motive personale; când a fost transportată către Lună împreună cu mama ei condamnată, un val de radiații i-a contaminat ovulele, ceea ce a făcut ca mai târziu să nască un copil deformat - o nenorocire care ar fi putut fi evitată dacă Autoritatea Lunară ar fi acționat în timp util pentru a muta pasagerii navei lor de pe suprafața Lunei.
- Profesorul Bernardo de la Paz este un subversiv intelectual și condamnat pe viață pe Lună, originar din Lima, Peru. El se descrie ca un „anarhic rațional”, crezând că guvernele și instituțiile există doar ca acțiuni ale unor persoane conștiente. Brian Doherty susține că profesorul a fost modelat după autarhicul Robert LeFevre.[7]
- Mike, alias Adam Selene, alias Simon Jester, alias Mycroft Holmes, alias Michelle, oficial un sistem HOLMES IV augmentat, este un supercomputer împuternicit să preia controlul asupra societății lunare, care a ajuns la conștiința de sine atunci când complementul său de „neuristori” a depășit numărul de neuroni din creierul uman.
- Stuart Rene „Stu” LaJoie-Davis, „Poet, călător, soldat al norocului”, auto-stilat, este un aristocrat originar de pe Pământ și turist salvat de Mannie care devenise o victimă a obiceiurilor lunaticilor. Ulterior se alătură lui Mannie și profesorului de la Paz când se întorc pe Lună, întrucât le este profund îndatorat și ar fi fost arestat pentru luare de mită și alte infracțiuni. În propriile sale cuvinte „Îi salvez de necazul de a mă transporta [ca pe un condamnat]”.
- Hazel Meade, mai târziu Hazel Stone, este o fată de 12 ani care intervine în numele lui Mannie și Wyoh în timpul incursiunii la întâlnirea agitatorilor. Ulterior, Mannie a făcut ca Hazel să se alăture cabinetului său pentru a-i conduce pe copii ca observatori și curieri. Ea este un personaj principal în The Rolling Stones și în romanele ulterioare ale lui Heinlein, mai ales The Cat Who Walk Through Walls .
- Mimi „Mum” Davis este „soția principală” a lui Mannie și de facto matriarhul familiei Davis.
- Greg Davis este soțul de rangul doi al familiei Davis, dar este senior pentru toate scopurile practice, deoarece „bunicul Davis” are probleme mentale. Greg este un predicator al unei religii nespecificate.

## Teme majore

### Cronologie
Primele șase părți ale cărții se referă la discuțiile dintre protagoniști care justifică și complotează revoluția; următoarele descriu revoluția însăși pe tot parcursul anului. Restul cărții relatează evenimente care au avut loc în lunile de după revoluție, în mai 2076, și o săptămână sau cam așa ceva privind evenimente din octombrie 2076 care au dus la capitularea celor de pe Pământ. 

### Politică și societate
Profesorul Bernardo de La Paz se descrie ca un „anarhic rațional”, nume inventat probabil chiar în acest text. „Anarhiștii raționali” consideră că noțiunile de stat, societate și guvern nu au existență decât ca „acte ale persoanelor responsabile de sine”, dar recunoaște că aceasta nu este o credință universală. Dorința de anarhie este echilibrată de logica de care este nevoie de o anumită formă de guvernare, în ciuda defectelor sale Cunoscând acest fapt, un anarhic rațional „încearcă să trăiască perfect într-o lume imperfectă”. Când este contestat de Wyoh, profesorul de la Paz răspunde: „În ceea ce privește moravurile, nu există un „stat”. Doar persoane. Persoane fizice. Fiecare responsabil pentru propriile sale fapte. Sunt liber, indiferent de regulile care mă înconjoară. Dacă le consider tolerabile, le tolerez; dacă le găsesc prea respingătoare, le încalc. Sunt liber, pentru că știu că eu sunt singur responsabil moral pentru tot ceea ce fac”. 
Societatea lunară este înfățișată ca cea a Vechiului Vest sălbatic, temperată de apropierea morții prin expunerea la vid și de lipsa femeilor. Deoarece raportul este de aproximativ doi bărbați la fiecare femeie, rezultatul este o societate în care femeile au o putere mai mare, iar orice bărbat care jignește sau atinge o femeie fără voia ei este probabil să fie atacat și aruncat în vid prin cea mai apropiată trapă. Căsătoriile au tendința de a fi un fel de poliandrie, inclusiv căsătoriile în grup și căsătoria în linie a lui Mannie. În discuție cu o femeie din Kentucky, Mannie implică faptul că moșia lunară tridimensională este înregistrată pe numele femeii (sau al femeilor) într-o căsătorie. La un divorț  bărbatul separat (sau bărbații) care au contribuit la costul său i-ar fi fi returnați bani. 

### Elemente ale scenariului
Ca și în Străin în țară străină, o mână de revoluționari sociali formează o organizație secretă și ierarhică. În acest sens, revoluția amintește mai mult de revoluția bolșevică din octombrie decât de cea americană, iar această asemănare este întărită de aroma rusă a dialectului și de toponimele rusești precum „Noul Leningrad”. 

## Premii și nominalizări
- Premiul Hugo pentru cel mai bun roman (1967). De asemenea, a fost nominalizat în 1966.
- Premiul Nebula pentru cel mai bun roman -  nominalizare (1966)
- Premiul Locus  Top  cele mai bune 10 romane All-time, # 8 (1975), # 4 (1987), # 2 (1998, printre romanele publicate înainte de 1990)
- A primit Premiul Prometheus Hall of Fame (1983)

## Influență
Cartea a popularizat acronimul TANSTAAFL („Nu există o asemenea chestie ca un prânz gratuit”) și a ajutat la popularizarea limbajului construit Loglan, care este folosit în poveste pentru o interacțiune precisă om-calculator. The Oxford Dictionary of Quotations creditează acest roman cu prima apariție tipărită a expresiei „Nu există prânz gratuit”,  deși fraza și prescurtarea acesteia sunt mult anterioare romanului. 

## Film
În 2015, a fost anunțat că Bryan Singer a fost atașat pentru a regiza o adaptare a filmului, intitulată Uprising, în dezvoltare la 20th Century Fox.

## Lansări cărți audio
Au fost produse două versiuni audio: 
- Citită de George Wilson, produsă de Recorded Books, Inc., 1998
- Citită de Lloyd James, produsă de Blackstone Audio, Inc., 1999

## Traduceri
- Luna e o doamnă crudă, Editura Vremea, Colecția Super Fiction, 1997, ISBN 973-9162-25-8, traducere de Radu Timnea
- Luna e o doamnă rea, Editura Paladin, Colecția Paladin Sci-fi Masters, 2017, ISBN 9786068673363, traducere de Antuza Genescu